# Metodologia badań pedagogicznych
Metodologia badań pedagogicznych – nauka o metodach naukowych i działalności naukowej w pedagogice obejmująca sposoby przygotowania i prowadzenia badań naukowych na gruncie pedagogiki, opracowania ich wyników, budowy systemów naukowych oraz utrwalenie w mowie i w piśmie osiągnięć pedagogiki naukowej.
Metodologię badań określamy jako naukę o zasadach i sposobach postępowania badawczego zalecanych i stosowanych w pedagogice. Metodologia uprawiana jest w sposób opisowo – normatywny, pozwalający na prezentowanie zarówno stosowanych, jak i postulowanych reguł postępowania badawczego. Przedstawia się w niej konkretne badania i zarazem postuluje się bardziej efektywne ich zastosowanie w naukach pedagogicznych.
Ze względu na zakres stosowania wyróżnia się:
- metodologię ogólną, która zajmuje się ogólnymi problemami metod i systemów naukowych
- metodologię szczegółową badającą metody i systemy wybranych nauk np.: pedagogicznych

Postęp pedagogiki, w sensie zdobywania nowej wiedzy o wychowaniu, zależny jest od odpowiednich badań pedagogicznych z zastosowaniem właściwych metod. Wybór metody jest uzależniony od specyfiki badanego obiektu (np. liczby badanych osób) i sytuacji (gdzie, w jakich warunkach przeprowadzane jest badanie). Wybór ten jest nadrzędny wobec wyboru techniki i narzędzi. Prawidłowe przygotowanie do badań powinno obejmować wybór metody, techniki i narzędzi – według podanej kolejności. Żadna z metod nie występuje w stanie czystym. Wielowymiarowość i złożoność rzeczywistości wychowawczej nie pozwala zamknąć jej w ramach jednej metody, dlatego zwykle sięga się do kilku różnych metod jednocześnie.

## Metody badań pedagogicznych
W pedagogice, metody badawcze dzielimy na ilościowe i jakościowe. Badacz korzystający z metod ilościowych zakłada istnienie obiektywnej rzeczywistości i możliwości poznania jej. Ograniczeniem jest tutaj niemożność zbadania obiektów, które nie poddają się takiemu precyzyjnemu pomiarowi. Natomiast metody jakościowe posługują się narzędziami elastycznymi, które można dostosować do nowych warunków, nieprzewidzianych przed rozpoczęciem badania. Charakterystyczna dla tych metod jest bezzałożeniowość (brak hipotez, które następnie podlegałyby weryfikacji) i możliwość sięgnięcia do głębszego kontekstu – zbadania także tego, czego nie da się obiektywnie zmierzyć.
metody ilościowe: 
- eksperyment pedagogiczny
- monografia pedagogiczna
- metoda indywidualnych przypadków
- metoda sondażu diagnostycznego

metody jakościowe:
- wywiad pogłębiony
- metoda biograficzna
- jakościowa analiza tekstu
- obserwacja

Metoda badań pedagogicznych to zespół teoretycznie uzasadnionych zabiegów koncepcyjnych i instrumentalnych obejmujących całość postępowania badacza, zmierzających do rozwiązania problemu naukowego. Jest to określony powtarzalny sposób rozwiązania problemu z zastosowaniem odpowiedniej techniki badawczej, przy pomocy właściwych dla tej techniki narzędzi.

## Techniki badań pedagogicznych
Technika badań to czynności praktyczne, regulowane wypracowanymi drogą doświadczenia dyrektywami pozwalającymi na otrzymanie optymalnie sprawdzalnych informacji.
rodzaje technik badań pedagogicznych:
- obserwacja
- wywiad
- ankieta
- badanie dokumentów
- analiza treści
- techniki projekcyjne

## Narzędzia badawcze
Narzędziem badawczym nazywamy każdy przedmiot służący do realizacji wybranej techniki badań. Takim przedmiotem może być kwestionariusz, dyktafon, a nawet długopis czy ołówek.
Główne narzędzia badawcze to:
- kwestionariusz wywiadu
- kwestionariusz ankiety
- narzędzia socjometrii
- narzędzia obserwacji
- skale